# Antonietta di Anhalt
Antonietta di Anhalt (nome completo in tedesco Antoinette Anna Alexandra Marie Luise Agnes Elisabeth Auguste Friederike; Dessau, 3 marzo 1885 – Dessau, 3 aprile 1963) è stata una principessa tedesca.

## Biografia
Antonietta nacque il 3 marzo 1885 a Schloss Georgium vicino a Dessau. I suoi genitori erano Leopoldo, principe ereditario di Anhalt e la principessa Elisabetta di Assia-Kassel.
Meno di un anno dopo la sua nascita, Leopoldo morì improvvisamente a Cannes il 2 febbraio 1886. Sua moglie non si risposò mai e sopravvisse al marito quasi 70 anni. Morì a Dessau il 7 gennaio 1955.

## Matrimonio
Antonietta sposò il principe Federico di Schaumburg-Lippe, diventando sua seconda moglie, a Dessau il 26 maggio 1909. Ebbero due figli:
- Leopoldo Federico Guglielmo Edoardo Alessandro di Schaumburg-Lippe (21 febbraio 1910 - 25 gennaio 2006);
- Guglielmo Federico Carlo Adolfo Leopoldo Hilderich di Schaumburg-Lippe (24 agosto 1912 - 4 marzo 1938).

## Titoli e trattamento
- 3 marzo 1885 - 26 maggio 1909: Sua Altezza, la principessa Antonietta di Anhalt
- 26 maggio 1909 - 3 aprile 1963: Sua Altezza Serenissima, la principessa Antonietta di Schaumburg-Lippe

## Ascendenza
|                                      |                              |                                        | Genitori                                       |  |  | Nonni |  |  | Bisnonni                        |  |  | Trisnonni                     |  |
|                                      |                              |                                        |                                                |  |  |       |  |  | 8. Leopoldo IV di Anhalt-Dessau |  |  | 16. Federico di Anhalt-Dessau |  |
|                                      |                              |                                        |                                                |  |  |       |  |  | 8. Leopoldo IV di Anhalt-Dessau |  |  | 16. Federico di Anhalt-Dessau |  |
|                                      |                              | 17. Amalia d'Assia-Homburg             |                                                |  |  |       |  |  | 8. Leopoldo IV di Anhalt-Dessau |  |  |                               |  |
| 4. Federico I di Anhalt              |                              |                                        |                                                |  |  |       |  |  | 8. Leopoldo IV di Anhalt-Dessau |  |  |                               |  |
|                                      |                              | 9. Federica di Prussia                 | 18. Luigi di Prussia                           |  |  |       |  |  |                                 |  |  |                               |  |
|                                      |                              | 9. Federica di Prussia                 | 18. Luigi di Prussia                           |  |  |       |  |  |                                 |  |  |                               |  |
|                                      |                              | 9. Federica di Prussia                 | 19. Federica di Meclemburgo-Strelitz           |  |  |       |  |  |                                 |  |  |                               |  |
| 2. Leopoldo di Anhalt                |                              | 9. Federica di Prussia                 |                                                |  |  |       |  |  |                                 |  |  |                               |  |
|                                      |                              | 10. Edoardo di Sassonia-Altenburg      | 20. Federico di Sassonia-Altenburg             |  |  |       |  |  |                                 |  |  |                               |  |
|                                      |                              | 10. Edoardo di Sassonia-Altenburg      | 20. Federico di Sassonia-Altenburg             |  |  |       |  |  |                                 |  |  |                               |  |
|                                      |                              | 10. Edoardo di Sassonia-Altenburg      | 21. Carlotta di Meclemburgo-Strelitz           |  |  |       |  |  |                                 |  |  |                               |  |
| 5. Antonietta di Sassonia-Altenburg  |                              | 10. Edoardo di Sassonia-Altenburg      |                                                |  |  |       |  |  |                                 |  |  |                               |  |
|                                      |                              | 11. Amalia di Hohenzollern-Sigmaringen | 22. Carlo di Hohenzollern-Sigmaringen          |  |  |       |  |  |                                 |  |  |                               |  |
|                                      |                              | 11. Amalia di Hohenzollern-Sigmaringen | 22. Carlo di Hohenzollern-Sigmaringen          |  |  |       |  |  |                                 |  |  |                               |  |
|                                      |                              | 11. Amalia di Hohenzollern-Sigmaringen | 23. Maria Antonietta Murat                     |  |  |       |  |  |                                 |  |  |                               |  |
| 1. Antonietta di Anhalt              |                              | 11. Amalia di Hohenzollern-Sigmaringen |                                                |  |  |       |  |  |                                 |  |  |                               |  |
|                                      | 12. Guglielmo d'Assia-Kassel | 24. Federico d'Assia-Kassel            |                                                |  |  |       |  |  |                                 |  |  |                               |  |
|                                      | 12. Guglielmo d'Assia-Kassel | 24. Federico d'Assia-Kassel            |                                                |  |  |       |  |  |                                 |  |  |                               |  |
|                                      | 12. Guglielmo d'Assia-Kassel | 25. Carolina di Nassau-Usingen         |                                                |  |  |       |  |  |                                 |  |  |                               |  |
| 6. Federico Guglielmo d'Assia-Kassel | 12. Guglielmo d'Assia-Kassel |                                        |                                                |  |  |       |  |  |                                 |  |  |                               |  |
|                                      |                              | 13. Luisa Carlotta di Danimarca        | 26. Federico di Danimarca                      |  |  |       |  |  |                                 |  |  |                               |  |
|                                      |                              | 13. Luisa Carlotta di Danimarca        | 26. Federico di Danimarca                      |  |  |       |  |  |                                 |  |  |                               |  |
|                                      |                              | 13. Luisa Carlotta di Danimarca        | 27. Sofia Federica di Meclemburgo-Schwerin     |  |  |       |  |  |                                 |  |  |                               |  |
| 3. Elisabetta d'Assia-Kassel         |                              | 13. Luisa Carlotta di Danimarca        |                                                |  |  |       |  |  |                                 |  |  |                               |  |
|                                      |                              | 14. Carlo di Prussia                   | 28. Federico Guglielmo III di Prussia          |  |  |       |  |  |                                 |  |  |                               |  |
|                                      |                              | 14. Carlo di Prussia                   | 28. Federico Guglielmo III di Prussia          |  |  |       |  |  |                                 |  |  |                               |  |
|                                      |                              | 14. Carlo di Prussia                   | 29. Luisa di Meclemburgo-Strelitz              |  |  |       |  |  |                                 |  |  |                               |  |
| 7. Anna di Prussia                   |                              | 14. Carlo di Prussia                   |                                                |  |  |       |  |  |                                 |  |  |                               |  |
|                                      |                              | 15. Maria di Sassonia-Weimar-Eisenach  | 30. Carlo Federico di Sassonia-Weimar-Eisenach |  |  |       |  |  |                                 |  |  |                               |  |
|                                      |                              | 15. Maria di Sassonia-Weimar-Eisenach  | 30. Carlo Federico di Sassonia-Weimar-Eisenach |  |  |       |  |  |                                 |  |  |                               |  |
|                                      |                              | 15. Maria di Sassonia-Weimar-Eisenach  | 31. Marija Pavlovna Romanova                   |  |  |       |  |  |                                 |  |  |                               |  |
|                                      |                              | 15. Maria di Sassonia-Weimar-Eisenach  |                                                |  |  |       |  |  |                                 |  |  |                               |  |

## Morte
Antonietta morì a Dessau, il 3 aprile 1963. Fu sepolta nel cimitero Ziebigk a Dessau vicino a sua madre.